# Opátka
Opátka (deutsch Kehrseifen, ungarisch Apátka) ist eine Gemeinde im Osten der Slowakei mit 110 Einwohnern (Stand 31. Dezember 2024), die zum Okres Košice-okolie, einem Teil des Košický kraj, gehört.

## Geographie
Die Gemeinde befindet sich im Ostteil des Slowakischen Erzgebirges im Teilgebirge Volovské vrchy und dort im Gebirgsstock Kojšovská hoľa, im Tal des Baches Opátka im Einzugsgebiet des Hornád. Das Ortszentrum liegt auf einer Höhe von 460 m n.m. und ist 30 Kilometer von Košice entfernt (Straßenentfernung).
Nachbargemeinden sind Veľký Folkmar im Norden, Košická Belá (Ortsteil Košické Hámre) im Norden, Nordosten und Osten, Vyšný Klátov im Südosten und Süden, Zlatá Idka im Südwesten und Kojšov im Westen und Nordwesten.

## Geschichte
Die heutige Gemeinde entstand 1945 durch Zusammenschluss der Orte Moldavská Opátka (ungarisch Apátka) und Spišská Opátka (ungarisch Szepesapátka).
Der ältere Ortsteil, Moldavská Opátka, wurde zum ersten Mal 1324 als Apokapotoka schriftlich erwähnt, weitere historische Bezeichnungen sind unter anderen Opoka (1390) und Opáka (1808). Allerdings schon 1311 wurde ein Wald als Silva Negra namentlich aufgeführt. Die Bergbausiedlung hatte lange eine verbundene Geschichte mit der ehemaligen Gemeinde Košické Hámre. Ab dem frühen 18. bis zum 19. Jahrhundert gab es eine Kupferhütte im Ort, bis 1767 ein Bergbauamt. Die Siedlung war Besitz des Ärars. 1828 zählte man 52 Häuser und 403 Einwohner, die als Bergleute und Waldarbeiter beschäftigt waren. Der Ort lag im Komitat Abaúj (bzw. ab 1882 im Komitat Abaúj-Torna).
Der neuere Ortsteil, Spišská Opátka, entstand erst im 19. Jahrhundert und lag im Komitat Zips. Die Einwohner arbeiteten in Betrieben im Nachbarort Moldavská Opátka, nach deren Untergang in den Wäldern, während andere auswanderten.
Bis 1918/1919 gehörten die Orte zum Königreich Ungarn und kamen danach zur Tschechoslowakei beziehungsweise heute Slowakei. 

## Bevölkerung
| Jahr                | 1994 | 2004    | 2014    | 2024     |
| ------------------- | ---- | ------- | ------- | -------- |
| Anzahl der Personen | 91   | 83      | 90      | 110      |
| Unterschied         |      | −8,79 % | +8,43 % | +22,22 % |

| Jahr                | 2023 | 2024    |
| ------------------- | ---- | ------- |
| Anzahl der Personen | 110  | 110     |
| Unterschied         |      | −1,42 % |

Gemäß der Volkszählung 2011 wohnten in Opátka 94 Einwohner, davon 90 Slowaken. Vier Einwohner machten keine Angabe zur Ethnie.
66 Einwohner bekannten sich zur römisch-katholischen Kirche, drei Einwohner zur apostolischen Kirche und ein Einwohner zur Evangelischen Kirche A. B. 19 Einwohner waren konfessionslos und bei fünf Einwohnern wurde die Konfession nicht ermittelt.

## Baudenkmäler
- römisch-katholische Florianskirche

## Verkehr
Nach Opátka führt nur die Straße 3. Ordnung 3557 von Košické Hámre (Anschluss an die Straße 2. Ordnung 547) heraus. Der nächste Bahnhof ist in Margecany in 19 Kilometer Entfernung.